# Drosophila aureopallescens
Drosophila aureopallescens este o specie de muște din genul Drosophila, familia Drosophilidae, descrisă de Pipkins în anul 1964. Conform Catalogue of Life specia Drosophila aureopallescens nu are subspecii cunoscute.